# Додов, Алишер Махманзарович
Алишер Махманзарович Додов (тадж. Алишер Додов; 4 августа 1981, Турсунзаде, Таджикская ССР, СССР) — таджикский футболист, вратарь клуба «Регар-ТадАЗ». Мастер спорта РТ международного класса по футболу.

## Карьера
С 14 лет начал заниматься футболом в детской команде «Регар-ТадАЗ». Первый тренер Джураев Ахмед. Карьеру начал в 2001 году в составе колхозабадского «Панджшера». В 2002 году выступал за кулябский «Ансол».
С 2003 года выступает в команде «Регар-ТадАЗ».
Мастер спорта международного класса. Шестикратный чемпион Таджикистана. Четырёхкратный обладатель Кубка Таджикистана. Трёхкратный обладатель Кубка президента АФК. Лучший вратарь Таджикистана 2009 года.